# Vinylcyclopropaan-cyclopenteen-omlegging
De vinylcyclopropaan-cyclopenteen-omlegging, vaak kortweg VCCO genoemd, is een ringexpansiereactie, waarbij een vinyl-gesubstituteerde cyclopropaanring wordt omgezet in een cyclopenteenring:
De reactie werd ontdekt in 1960 tijdens de pyrolyse van 1-cyclopropylethylacetaat, een uitgangsstof voor vinylcyclopropaan.
Vaak wordt de omlegging beschreven als een sigmatrope omlegging, hoewel de specifieke eigenschappen van de cyclopropaanring de reactie tot een atypisch voorbeeld van de omlegging maken. Ten gevolge van de hoge reactiviteit en het gedeeltelijke π-karakter van de bindingen in de cyclopropaanring, verloopt de reactie vaak al bij relatief lage temperaturen. Behalve thermisch kan de reactie ook als fotochemische reactie worden uitgevoerd.
Naast de sigmatrope reactieroute behoort ook de reactie via een diradicaal tot de mogelijkheden:
In een analoge reactie wordt een vinylcyclobutaan omgezet in het analoge cyclohexeen. Een microgolfoven treedt daarbij op als de energiebron voor de reactie.